# La Gran Lucha
La Gran Lucha es una comunidad en el Municipio de San Juan Bautista Valle Nacional en el estado de Oaxaca. La Gran Lucha está a 99 metros de altitud. 

## Geografía
Está ubicada a 17° 27' 48.96"  latitud norte y 96° 11' 4.92"  longitud oeste.

## Población
Según el censo de población de INEGI del 2010: la comunidad cuenta con una población total de 553 habitantes, de los cuales 294 son mujeres y 259 son hombres. Del total de la población 211 personas hablan alguna lengua indígena.

## Ocupación
El total de la población económicamente activa es de 187 habitantes, de los cuales 135 son hombres y 52 son mujeres.